# یواس‌اس سایتا (۱۸۶۱)
یواس‌اس سایتا (۱۸۶۱) انگلیسی: USS Sciota (1861)) یک کشتی بود که طول آن ۱۵۸ فوت (۴۸ متر) بود. این کشتی در سال ۱۸۶۱ ساخته شد.